# Hala Smreczyny

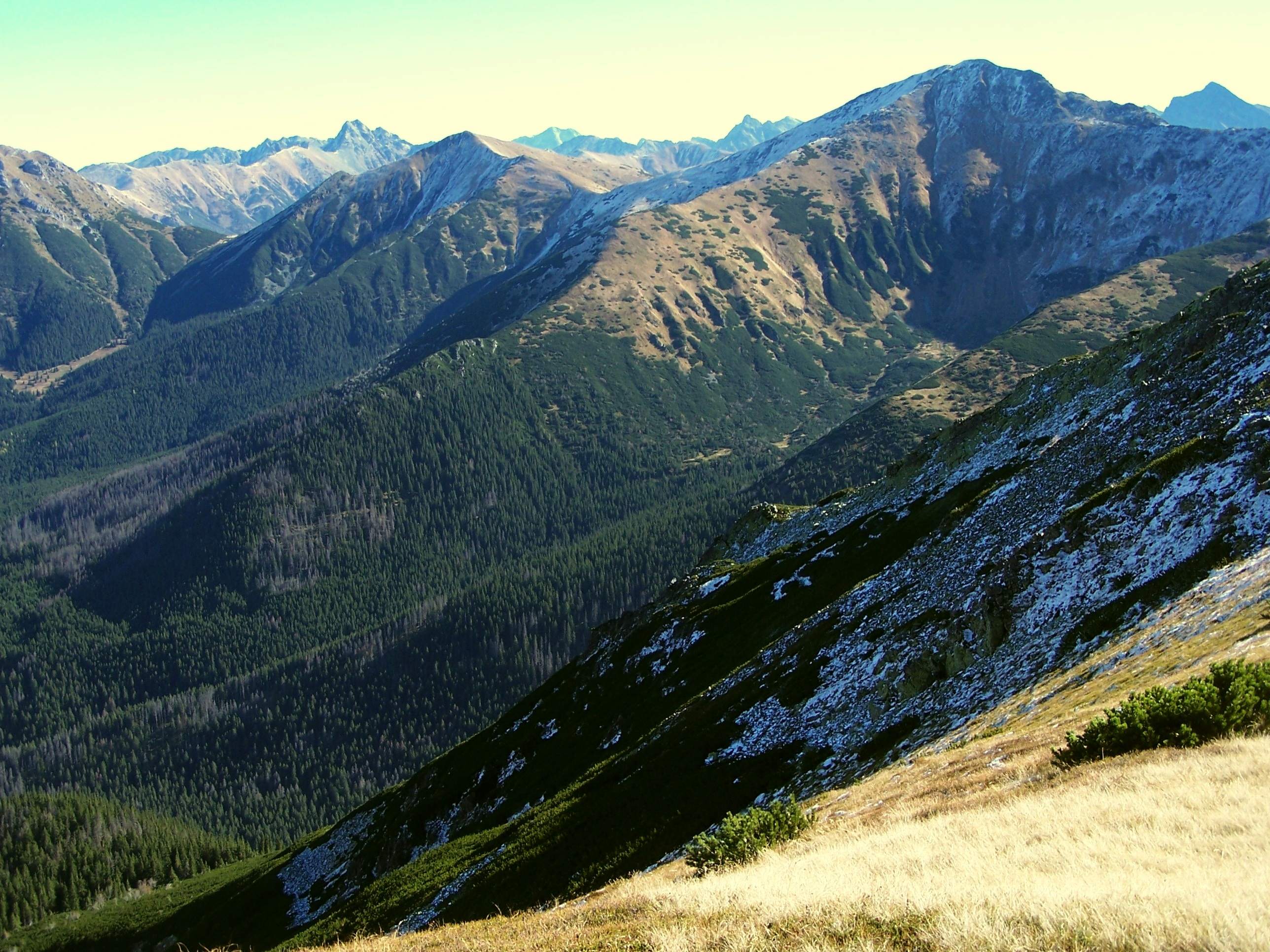
Południowa część Hali Smreczyny

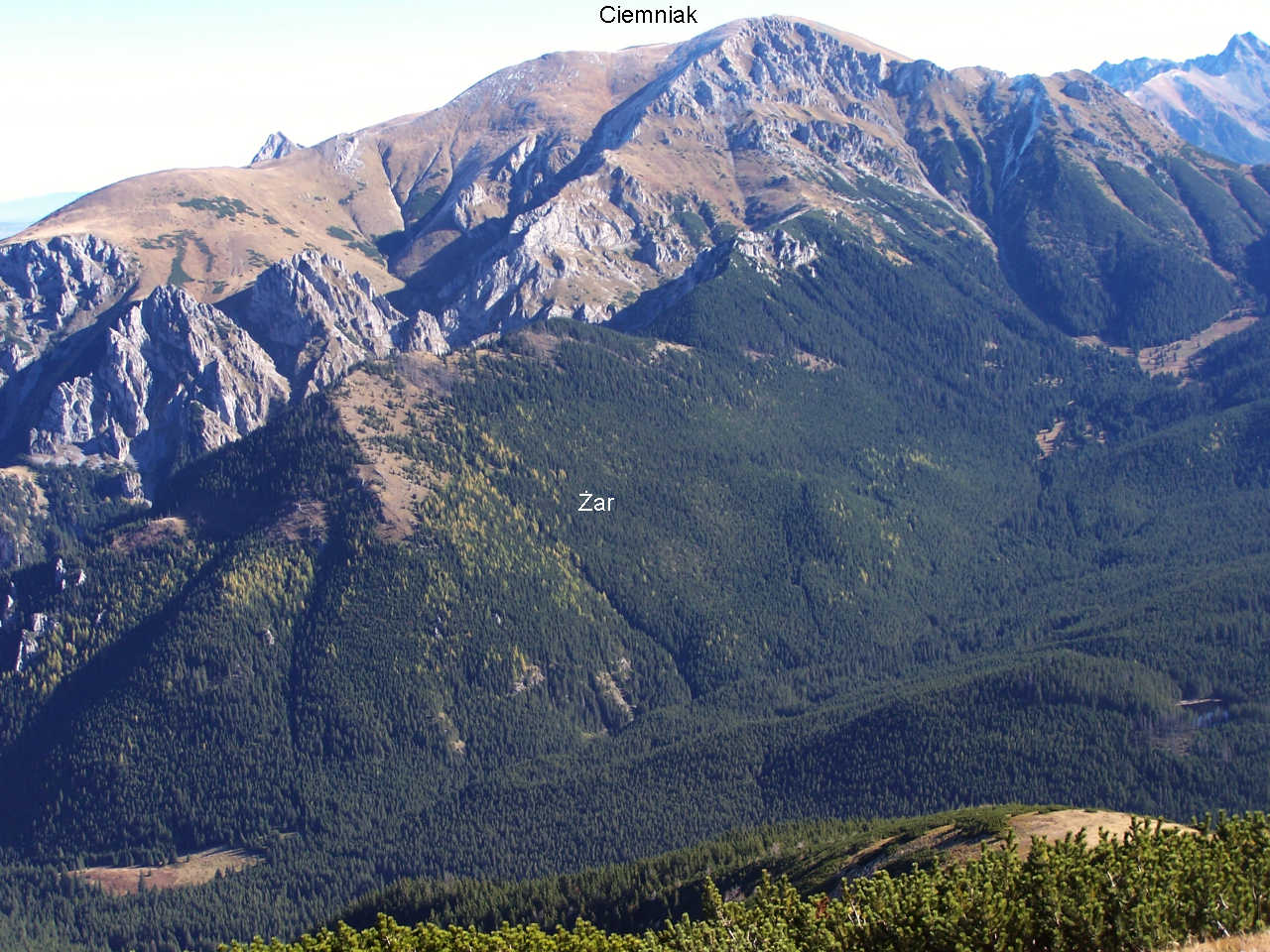
Północne tereny dawnej hali

Hala Smreczyny lub Hala Smreczyńska – dawna hala pasterska w Dolinie Tomanowej (górna, wschodnia część Doliny Kościeliskiej w Tatrach Zachodnich). Od zachodu graniczyła z Halą Pyszną (rozdzielał je Skrajny Smreczyński Grzbiet), od wschodu z Halą Tomanową, od której oddzielona była Zadnim Smreczyńskim Grzbietem. Od południa podchodziła pod grań główną Tatr Zachodnich na odcinku od Smreczyńskiego Wierchu po Tomanową Kopę. Natomiast od północnej strony przechodziła klinem na przeciwległe zbocza Doliny Tomanowej, obejmowała zbocza Żaru i Wąwóz Kraków, podchodząc aż po Upłazkową Turnię i granicząc z Halą Smytnią. Północno-zachodnim końcem graniczyła także z Halą Ornak. Do Smreczyńskiej Hali należały dwie polany: Niżnia Smreczyńska Polana i Wyżnia Smreczyńska Polana.
Zezwolenie na wykarczowanie i wypasanie obszarów Doliny Tomanowej otrzymali górale już w 1615 r. od króla Zygmunta III Wazy. W 1936 r. formalnie utworzono tutaj rezerwat przyrody Tomanowa-Smreczyny. W 1947 r., po powstaniu TPN jego nazwę zmieniono na obszar ochrony ścisłej „Pyszna, Tomanowa, Pisana” i zaprzestano trwającego ponad trzy wieki wypasu. Dzisiaj jest to teren niemal całkowicie zalesiony, wielki kompleks lasów świerkowych i ostoja dzikich zwierząt.
Dla turystów dostępna jest tylko dolna część tego obszaru, leżąca przy czarnym szlaku turystycznym z Doliny Kościeliskiej do Smreczyńskiego Stawu.

## Szlaki turystyczne
– czarny szlak turystyczny od krzyżówki z główną drogą biegnącą przez Dolinę Kościeliską, tuż poniżej schroniska PTTK na Hali Ornak, do Smreczyńskiego Stawu. Czas przejścia: 30 min, ↓ 25 min